# Cá độc

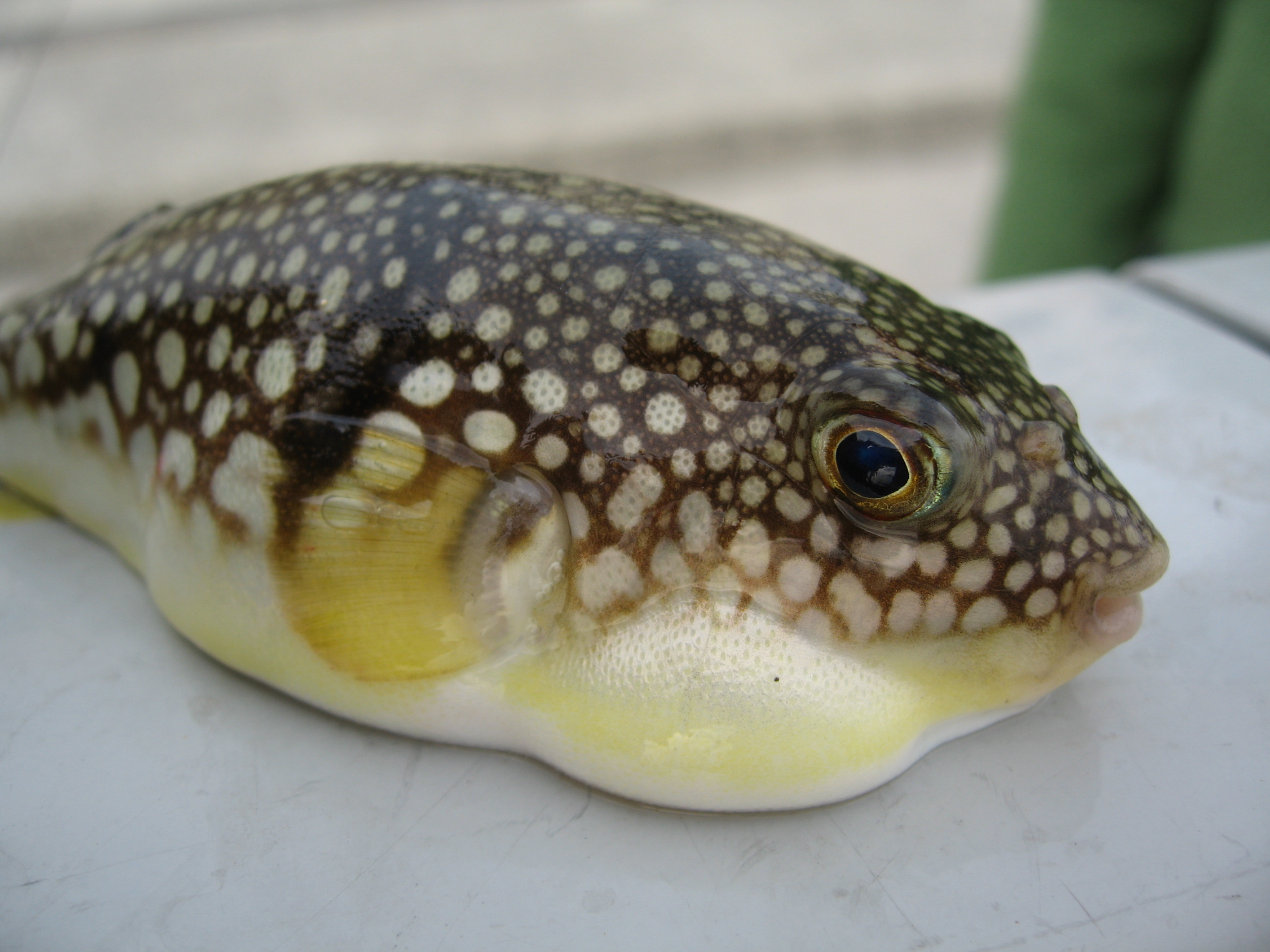
Một con cá nóc, được coi là động vật có xương sống độc thứ hai trên thế giới, chỉ sau ếch độc phi tiêu vàng. Các nội tạng như gan, và đôi khi cả da của chúng có chứa nhiều độc tố.

Cá độc hay cá có độc là các loài cá có độc tố ở các mức độ khác nhau. Có tất cả gần 1.200 loài cá có độc, gồm các loài cá như Cá mặt quỷ, cá sư tử, cá mù làn, cá cóc biển, họ cá Uranoscopidae, Daector, Thalassophryne trong đó có thể kể đến các loài cá nóc với những vụ ngộ độc thực phẩm cho nhiều trường hợp người ăn gây nên những vụ việc nổi cộm. Ngoài ra, không chỉ cá nóc mới có chất độc. Một số loại cá thông thường người ta hay ăn cũng chứa độc tố, chẳng hạn như cá trích, cá ngừ, cá chình, cá mòi đường...

## Tổng quan
Cá biển là những thực phẩm ngon, giàu chất dinh dưỡng được nhiều người ưa thích. Tuy nhiên cũng có không ít loài cá biển gây ra nhiều vụ ngộ độc chết người. Trong cơ thể cá và hải sản độc, thường trứng và gan là hai nơi tập trung độc chất cao nhất. Nhưng cũng có những hải sản độc, thịt và da lại là những nơi tập trung độc tố cao hơn cả, như loài cá bống vân mây. Chất độc của cá này tuy có ở tất cả các bộ phận cơ thể, nhưng tập trung nhiều nhất ở da, cứ 100g da có thể giết chết 9 – 10 người. Ngoài ra cũng có một số người bị trúng độc do sờ mó hoặc vô tình chạm vào cá mặt quỷ...
Trên thế giới đã xác định hơn 80 loài cá nóc, riêng tại Việt Nam có 4 họ, 12 giống và 66 loài, trong đó có khoảng 40 loài có khả năng gây độc tố. Phần lớn những loài thường gây độc tố thuộc họ Tetraodontidae. Các nhà chuyên môn cho rằng khi môi trường bị ô nhiễm nặng như hiện nay, các loài cá nóc rất dễ bị nhiễm độc. Các loài cá nóc sống ở biển Thái Bình Dương được coi là nguy hiểm. Còn cá nóc ở biển Đại Tây Dương nói chung và lành hơn, nhưng vẫn gây chết người như thường. Có khoảng 40 loài cá nóc biển ở Việt Nam, phân tích độc tố trên 35 loài cá nóc thì có 14 loài chưa phát hiện thấy độc và 21 loài chứa độc với mức độ khác nhau. Trong 21 loài có độc thì 10 loài có độc tính mạnh, 7 loài có độc tính trung bình và 4 loài có độc tính nhẹ.
Có 10 loài cá nóc có độc tố mạnh: Cá nóc chấm cam; cá nóc vằn mắt, cá nóc tro; cá nóc đuôi vằn đen; cá nóc dẹt; cá nóc răng mỏ chim; cá nóc vằn; cá nóc đầu thỏ chấm tròn; cá nóc chuột vân bụng; cá nóc chấm đen. Có 14 loài chưa phát hiện thấy độc: cá nóc nhím chấm đen; cá nóc sừng đuôi dài; cá nóc hòm tròn lưng; cá nóc chóp; cá nóc hòm mũi nhỏ; cá nóc nhím sáu vằn; cá nóc nhím gai thô dài; cá nóc nhím chấm vàng; cá nóc gáo; cá nóc bạc; cá nóc xanh; Lophodiodon calori; Tetrosomus concatenasus; cá nóc hòm dô trán. Cá nóc có nhiều loại như cá nóc nhím, nóc mít, nóc vàng, nóc xanh, nóc thu, chừa con cá nóc thu, còn gọi là cá nóc xanh, cá nóc hòm, Cá hòm cực độc
Tại tại vùng biển Việt Nam, trong đó có 22 loài cá có độc, ngoài ra còn có hai loài cá nóc nước ngọt mới được phát hiện ở một số tỉnh vùng đồng bằng sông Cửu Long là hai loài cá nóc nước ngọt được xác định là cá nóc chấm xanh (Chelonodon nigroviridis) và cá nóc mắt đỏ (Carinotetraodon lorteti). Các loài khác gồm như các loài cá nóc, cá bống vân mây. có năm loại cực độc là: Cá nóc răng mỏ chim, cá nóc tro, cá nóc vằn mặt, cá nóc chấm cam, cá nóc chuột vằn mang, trong đó cá nóc chấm cam và cá nóc chuột vằn mang là hai loài độc nhất.
Cá nóc chuột vằn mang (Aronthron immaculatus) thân có dạng hình trứng, vây lưng viền đen, bụng màu trắng không đáng sợ nhưng trong trứng loài cá này tập trung một lượng chất độc mạnh, cứ 100g trứng có thể giết chết 200 người và; hàm lượng độc chất cao xuất hiện từ tháng 4 đến tháng 10. Sau cá nóc chuột vằn mang, cá nóc chấm cam (Torquigener gallimaculatus) cũng nguy hiểm, cứ 100g trứng hoặc gan loài cá này có thể giết chết 60 – 70 người. Chất độc chứa trong cá nóc, là tetrodotoxin, có tác động trên thần kinh trung ương rất mạnh làm liệt các trung khu thần kinh, gây tê liệt cơ thể, ngừng tuần hoàn, hô hấp dẫn đến tử vong nhanh chóng.

## Vị trí
Nơi chứa chất độc của các con cá phát ra ở các vị trí khác nhau.

### Ngoại tiết
Những con cá có các tuyến tiết chất độc thường có ống dẫn hoặc không có ống dẫn ra các gai ở vây. Những loại cá này sống cả ở ngoài khơi và gần bờ biển, có màu sắc phù hợp với đáy biển. Đó là cá mập, cá nhám, cá mập hổ, cá nhám gai, cá ngát, cá ngạnh, cá bò, cá đuối... Chúng có nhiều gai độc ở trên vây lưng, vây bụng, vây hậu môn, vây đuôi và có bộ răng chắc khỏe, sắc nhọn, chẳng hạn như khi đuôi cá đuối đánh vào cơ thể các động vật khác, gai đuôi sẽ gãy và chỗ gãy sẽ mọc gai mới. Chất độc vào cơ thể sẽ tác động lên hệ thần kinh và hệ tim mạch, làm liệt cơ và giảm huyết áp. Chất độc tiết ra từ các gai lưng không độc bằng chất độc tiết ra từ gai ở mang cá.

### Gai bảo vệ
Cá có chất độc ở gai bảo vệ, với nhiều loại cá có chất độc ở gai bảo vệ. Chúng có các gai nhọn, sắc ở vây lưng, vây bụng, ngực và mang, sống nhiều ở biển. Một số sống ở nước ngọt như cá mó còn gọi là cá chép hoa Trung Quốc với trên vây lưng có 12 chiếc gai không bằng nhau, gai thứ 4, 5, 6 dài hơn. Khi bị gai cá này đâm vào cơ thể, chỗ bị đâm sưng tấy,có mủ và đau nhức, toàn thân sốt. Biến chứng sẽ nguy hiểm khi có các chất độc, dịch nhày do cơ thể cá bài tiết qua chỗ gai đâm và thấm vào trong cơ thể.

### Trứng cá
Nhiều loại cá trong có trứng độc, điều này dẫn đến rất nhiều trường hợp ngộ độc cá dẫn đến tử vong là do ăn phải trứng cá. Cá trứng độc thường có vây nhỏ (cá nhám, cá nóc...). Nhiều loại cá có chất độc ở bộ phận sinh dục như cá nóc báo, các nóc nhím, cá bẹ, cá trích, cá chình, cá mòi đường. Chất độc ở trứng cá nóc, cá nhám rất bền vững với nhiệt độ và các hóa chất. Ở Việt Nam có nhiều trường hợp bị ngộ độc nặng do ăn trứng cá nóc, có trường hợp chết cả gia đình. Các chất độc của trứng lại có khả năng lưu thông trong máu cá, vì vậy huyết thanh của máu cá cũng rất độc.

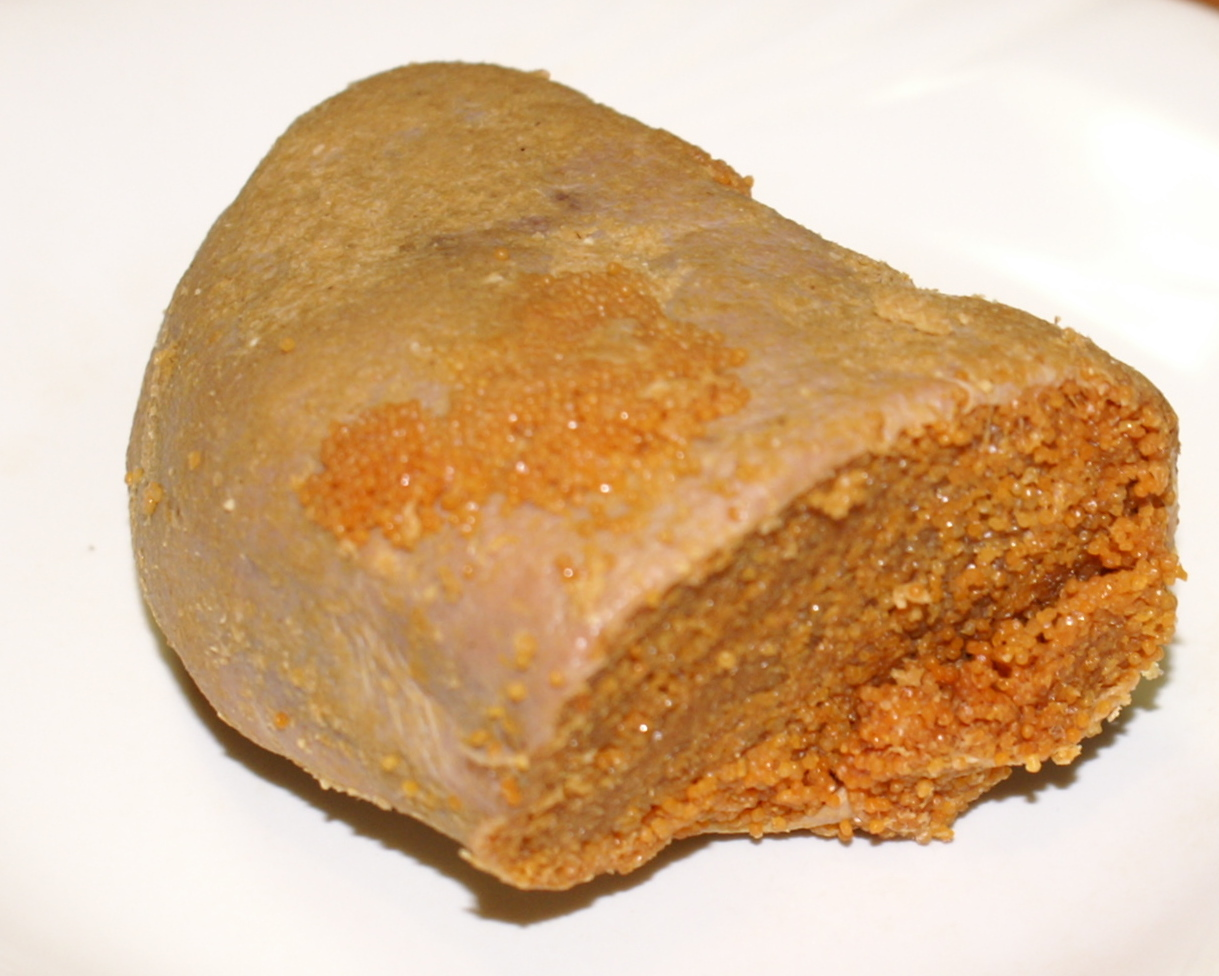
Trứng cá nóc

Dọc bờ biển Việt Nam đã phát hiện một số loại cá thường có trứng độc:
- Cá nóc: Thân thon, đầu to, càng về đuôi thân càng nhỏ, răng to, mình không vây, nhưng có màu da báo (trừ bụng).
- Cá trích: Có gai mềm dài ở vây lưng (cá trích lầm), hoặc lườn rất thẳng. Từ miệng cá đến đuôi cá có vây nhọn, không răng, thịt ngon, nhưng trứng và gan rất độc. Trong thời gian giao phối, ở mang cá cũng có chất độc, vì vậy không nên ăn cá này vào mùa sinh sản.
- Cá chình sông và cá chình biển: Nhóm này độc chủ yếu ở máu, huyết thanh. Cá đầu nhọn, có vây ở  ngực, không có vây bụng, vây rất nhọn, răng nhỏ sắc, có lưỡi. Sống nhiều ở vùng nhiệt đới, cả ở sông và biển, có loại nặng đến 2 kg.

### Nội tạng
Loài cá nóc mắt đỏ được người dân miền Tây gọi là cá nóc mít, có kích thước lớn nhất khoảng 6 cm, thường sống ở những thủy vực có dòng chảy. Độc tố của loài cá nóc nước ngọt này được xác định là tetrodotoxin, tương tự như độc tố cá nóc biển và một số loài sinh vật độc khác như so, mực đốm xanh... Kích cỡ và trọng lượng khá nhỏ nên người dân thường ăn toàn bộ cơ thể cá nóc mít khiến khả năng ngộ độc rất cao (độc tố nhiều nhất ở cơ quan sinh dục và gan), có thể gây tử vong cho người ăn.

### Ký sinh
Cá độc do vi sinh vật ký sinh là những con cá không tiết ra chất độc nhưng những con vật ký sinh trên nó lại có chất độc, ví như trên thân cá tầm, cá hồi... thường có loại vi khuẩn clostridium botulinum. Không thể phân biệt những con cá bị nhiễm khuẩn này với những con cá khác, trong khi ngộ độc do botulinum thường là gây chết người. Đặc biệt, cá ở vùng nhiệt đới lại rất dễ bị các vi sinh vật xâm nhập và sống nhờ trên dịch nhờn do cá bài tiết. Vi sinh vật càng phát triển mạnh khi cá chết và cũng là giai đoạn cá tiết ra nhiều dịch nhờn nhất. Vì vậy, vấn đề vệ sinh an toàn thực phẩm trong chế biến nấu ăn lại càng phải đặc biệt chú ý nhất là khi ăn cá biển.

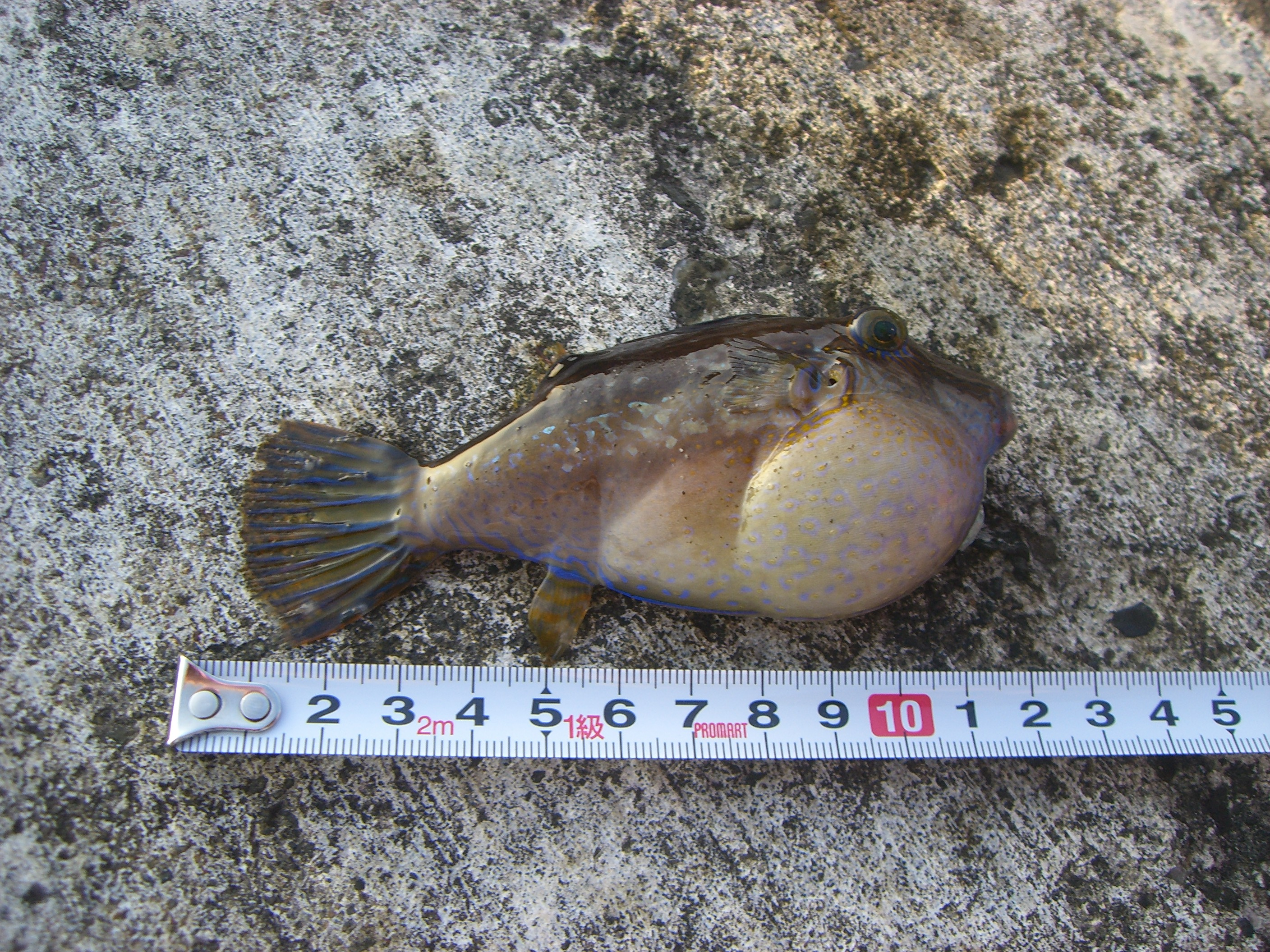
Một con cá nóc

Cá nóc có nhiều loài khác nhau. Trong từng loài, vào từng thời điểm, địa điểm mà từng con lại chứa lượng độc tố khác nhau. Độc tố cá nóc có tên là Tetrodotoxin, là loại độc tố được đánh giá là mạnh nhất trong tự nhiên chỉ sau loài ếch độc. Độc tố này tác dụng vào hệ thần kinh, gây tê liệt nhanh chóng ở người bị nhiễm. Độc tố cá nóc không phải do chính nó tạo ta mà do các loại vi khuẩn, có khả năng sản sinh độc tố này, cộng sinh trong gan cá nóc tạo ra.

### Chưa xác định
Cá có chất độc nhưng chưa xác định được bản chất, chẳng hạn như ở nhiều nước nhiệt đới, có một số loại cá có chất độc mà liều gây độc làm chết động vật rất nhỏ và bản chất của chất độc cũng chưa được nghiên cứu. Đại diện là cá ngừ là loại cá to, có thể dài tới 4–5 m, nặng vài trăm cân. Đầu nhọn, mình thon, vây lưng có 14 gai cứng và dài nhất ở gai thứ hai, sau đó thấp dần đến gai thứ 14. Cá có màu xanh đậm ở phía lưng và trắng bạc ở bụng. Cá ngừ độc do tác động của vi sinh vật phân hủy amino acid histadin thành histamin. Những người quen sử dụng cá biển thường chỉ bị dị ứng nhẹ khi ăn cá ngừ.
Ở sông cũng có một số loại cá trong thịt và nội tạng gan, mật chứa chất độc do chúng ăn phải (các loại rau quả, rong biển độc). Ví dụ, cá ăn phải hạt mã tiền rơi từ trên cây dọc hai bờ sông, người ăn phải cá này sẽ bị ngộ độc hạt mã tiền. Đã có người ăn cá biển khô cũng bị dị ứng, ngộ độc do không xử lý, nấu kỹ.

## Phòng tránh
Để tránh bị ngộ độc cá độc, phải nhận dạng cá rồi mới đem làm sạch, chế biến kỹ. Với những loại cá lạ, cần bỏ hết các cơ quan nội tạng. Không nên vì tiếc rẻ mà để lại cho động vật khác ăn phải. Nếu có dấu hiệu bị ngộ độc, phải nhanh chóng đưa nạn nhân đến cơ sở y tế để được kịp thời cứu chữa. Trong khi chờ vận chuyển cấp cứu, phải bằng mọi cách gây nôn để loại chất độc ra khỏi cơ thể.
Ở Việt Nam, 85% số vụ ngộ độc do cá nóc đã gây tử vong. Thời gian bắt đầu xuất hiện triệu chứng ngộ độc khoảng 20 phút đến 3 giờ và nạn nhân có thể chết trong vòng từ 1 giờ rưỡi đến 8 giờ sau đó. Người ngộ độc có triệu chứng ban đầu là môi và đầu lưỡi bị tê, sau đó lan dần đến tay chân, rồi đau đầu, đau bụng, nhức mỏi toàn thân, nôn mửa dữ dội, khó thở, tím tái, tiếp đến là hôn mê, tim chỉ còn đập trong chốc lát. Hiện nay chưa có thuốc giải độc cho sự ngộ độc cá nóc, hiện thay thông thường được áp dụng là rửa dạ dày bằng than hoạt tính để loại bỏ dư lượng độc tố và truyền dịch vào tĩnh mạch.